# 隱藏吸引子
隱藏吸引子（hidden attractor）是动力系统中一種特別的吸引子，系統中不但有穩定的振荡（極限環或混沌吸引子），也存在唯一的穩定平衡點。
在动力系统的分岔理論中，若有不失去平穩集穩定性的有界振荡，會稱為是隱藏振盪（hidden oscillation）。在非線性控制理論中，非時變系統出現狀態有界的隱藏振盪，表示其越過了參數域的邊界，平穩集的局部穩定性也表示全域的穩定性（卡爾曼猜想）。若隱藏振盪（或是动力系统相空間內的某隱藏振盪子集）可以吸引鄰近幾乎所有的振盪，則稱為是隱藏吸引子（hidden attractor）。
針對有單一平衡點，而且平衡點具有全域吸引性的动力系统，隱藏振盪的出現表示其行為特性的改變，由單穩定性變成雙穩定性（bi-stability）。一般來說，动力系统會變成多穩態，同時在相空間中會同時出現局部的吸引子。平凡吸引子（穩定的平衡點）可以用解析或是數值的方式求得。但要找极限环（週期吸引子）或混沌吸引子的困難度就很高了（參考希爾伯特第十六問題）。

## 將吸引子分為隱藏或自激兩類

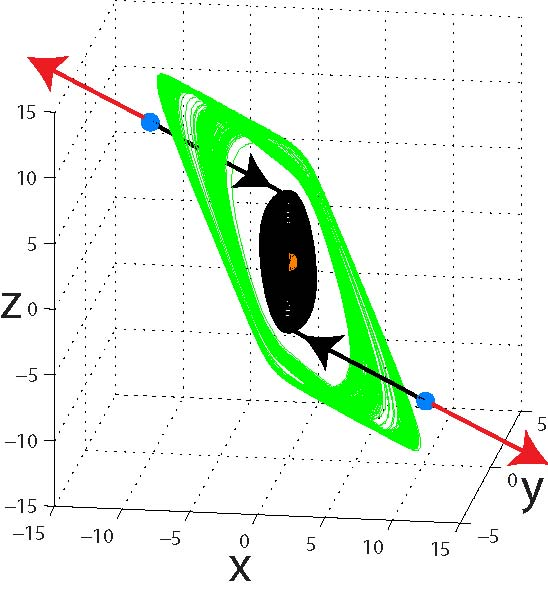
蔡氏電路中的混沌隱蔵吸引子（綠色區域）。
初始位置在二個鞍點附近（藍色）軌跡會朝向零平衡點（橘色）或是往無窮遠處（黑色箭頭）

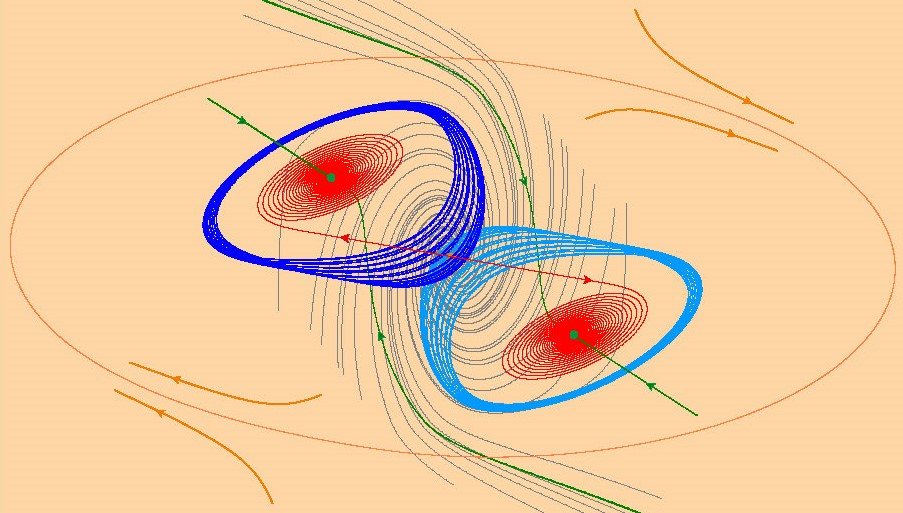
在蔡氏電路中二個隱蔵的混沌吸引子和一個隱蔵的週期吸引子一起出現，還有二個平凡的吸引子（在IJBC的封面）

為了要識別物理系統或是數值實驗中的局部吸引子，需要在吸引子的吸引區域（basin of attraction）中選定一點為初始狀態，觀察系統狀態從初始狀態開始後，吸引子的特性。將吸引子分為隱藏或自激兩類，本身就反映出在相空間中找局部吸引子吸引區域的困難點。
定义 
若吸引子的吸引區域沒有和其他平衡點的開放鄰域有交集，此吸引子稱為隱藏吸引子（hidden attractor），否則，此吸引子稱為自激吸引子（self-excited attractor）。
將吸引子分為隱藏或自激的想法是由Gennady Leonov和Nikolay V. Kuznetsov提出的，和2009年首次發現蔡氏電路中的隱藏吸引子有關。同樣的，任何有界的振盪，若在相空間中不一定有開鄰界的吸引區域，則可以分類為自激振盪或隱藏振盪。

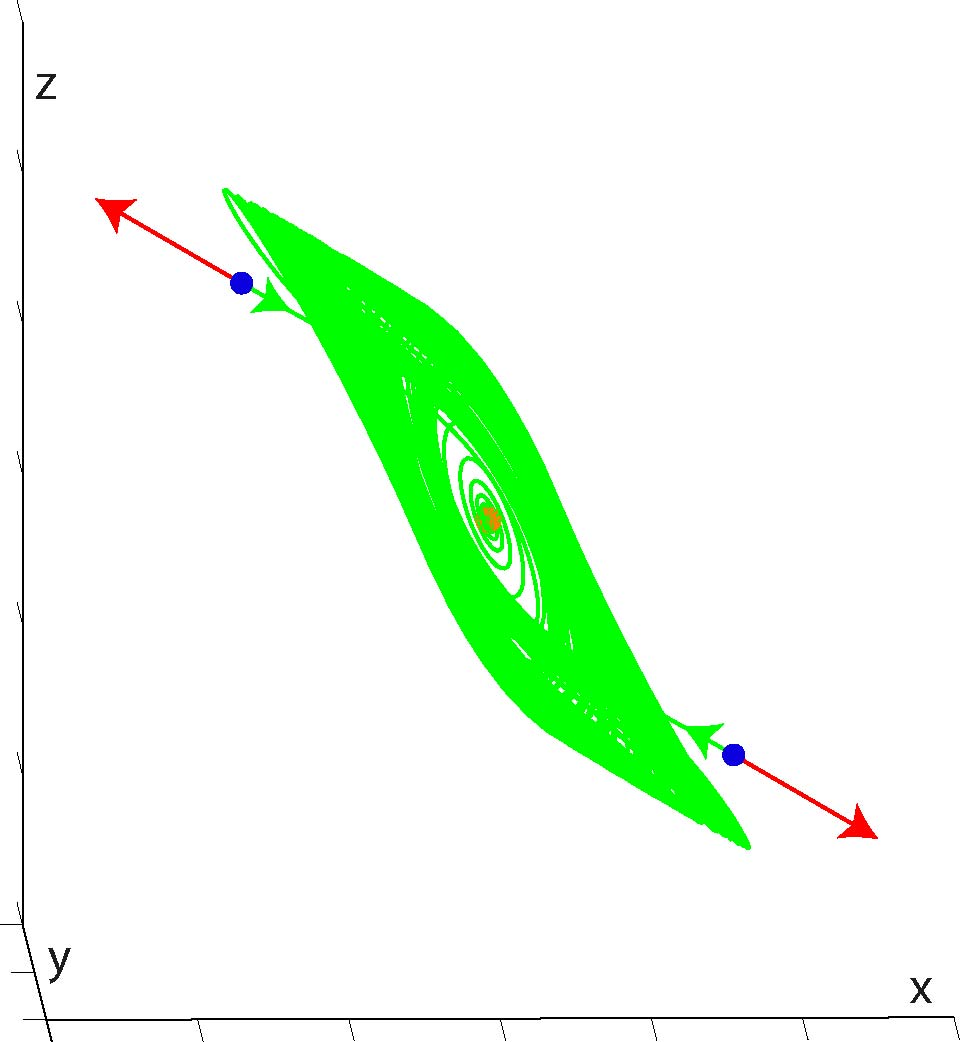
蔡氏電路中的混沌自激吸引子（綠色區域）。
初始位置在二個鞍點附近（藍色）或零平衡點附近（橘色）的軌跡會朝向吸引子（綠色）

### 自激吸引子
針對自激吸引子，其吸引區域會伴隨一個不穩定的平衡點，因此可以用標準數值的程序來找自激吸引子，使軌跡從不穩定平衡點的鄰域開始，看是否會被吸引到某個振盪狀態中，若有，即為自激吸引子（自激振荡）。因此，自激吸引子就算和多穩態一起出現，也可用數值的方式發現吸引子，並加以視覺化。在洛伦茨吸引子中，針對經典的參數下，吸引子相對所有存在的平衡點都是自激吸引子, 可以在其附近將軌跡視覺化。不過有些參數下，會有二個平凡的吸引子和自激的混沌吸引子並存（自激吸引子只和不穩定的零平衡點有關）。Van der Pol、B-Z反应、若斯叻吸引子、蔡氏電路和厄农映射的吸引子都是自激吸引子。
伊甸猜想是猜想自激吸引子的李雅普諾夫維數，不會超過對應不穩定流形的李雅普諾夫維數，也就是和吸引子吸引區域有重疊的不穩定流形。

### 隱藏吸引子
隱藏吸引子也有吸引區域，但不和其他的平衡點相連，因此在相空間中是「隱藏」的。例如，隱藏吸引子可能是以下系統的吸引子：沒有平衡點的系統（例如1902年提出，有Sommerfeld效应的旋轉機電系統）、只有一個平衡點，且穩定的系統（例如阿依熱爾曼猜想的反例以及卡爾曼猜想的反例，這些猜想都是有關非線性控制系統的單穩定性）。最早提出的相關理論問題是希爾伯特第十六問題的後半部，此問題是有關二維多項式系統中，極限環的數量以及相互的位置，而嵌套的穩定極限環就是隱藏的週期吸引子。隱藏吸引子的概念已成為許多應用的動態模型中，發現隱藏吸引子的催化劑。
一般而言，有關隱藏吸引子的問題，沒有通用直接的方式來追蹤或是預測系統是否會有隱藏吸引子（例如）。不過針對二維系統，可以用解析方式觀測隱藏吸引子（例如希爾伯特第十六問題的第二個問題）。若要研究複雜非線性多維系統的穩定性和振盪，多半會用數值方法進行。
在多維系統中，不太可能用亂數初始資料進行軌跡積分來找區域性的隱藏吸引子，原因是其吸引區域可能很小，而且其維度可能比系統的維度要小很多。因此這種問題的數值區域化需要發展特殊的數值解析計算程序，可以選擇隱藏吸引子吸引區域中的一點作為啟始點（不包括平衡點的鄰域），再進行軌跡計算。也有一些以同倫（homotopy）和数值延拓法（numerical continuation）為基礎的有效方式：是建構類似系統的程序，此程序使得針對第一個系統（啟始系統）要數值計算振盪解（啟始振盪）的初值可以用解析方式求得，接下來將啟始振盪轉換到允許數值計算的第二個系統。

## 隱藏吸引子理論
將吸引子分為自激吸引子和隱藏吸引子，是出現隱藏振盪理論的基本前提，這代表了安德羅諾夫（Andronov）隱藏理論的現代發展。找到全域穩定性的確切邊界是關鍵。N. Kuznetsov將全域穩定性分類為平凡的（依局部的分叉決定）或隱藏的（依照非局部的分叉以及隱藏振盪的出現）兩類。

## 書籍
- Chaotic Systems with Multistability and Hidden Attractors (Eds.: Wang, Kuznetsov, Chen), Springer, 2021 (doi:10.1007/978-3-030-75821-9 （页面存档备份，存于）)
- Nonlinear Dynamical Systems with Self-Excited and Hidden Attractors (Eds.: Pham,  Vaidyanathan, Volos et al.), Springer, 2018 (doi:10.1007/978-3-319-71243-7)

## 外部連結
- Hidden attractors in dynamical systems: systems with no equilibria, multistability and coexistence of attractors. Fundamental problems (16t Hilbert problem, Aizerman and Kalman conjectures) and engineering models (PLL, aircraft control systems, drilling systems, Chua circuits) （页面存档备份，存于）